# مطبخ متوسطي

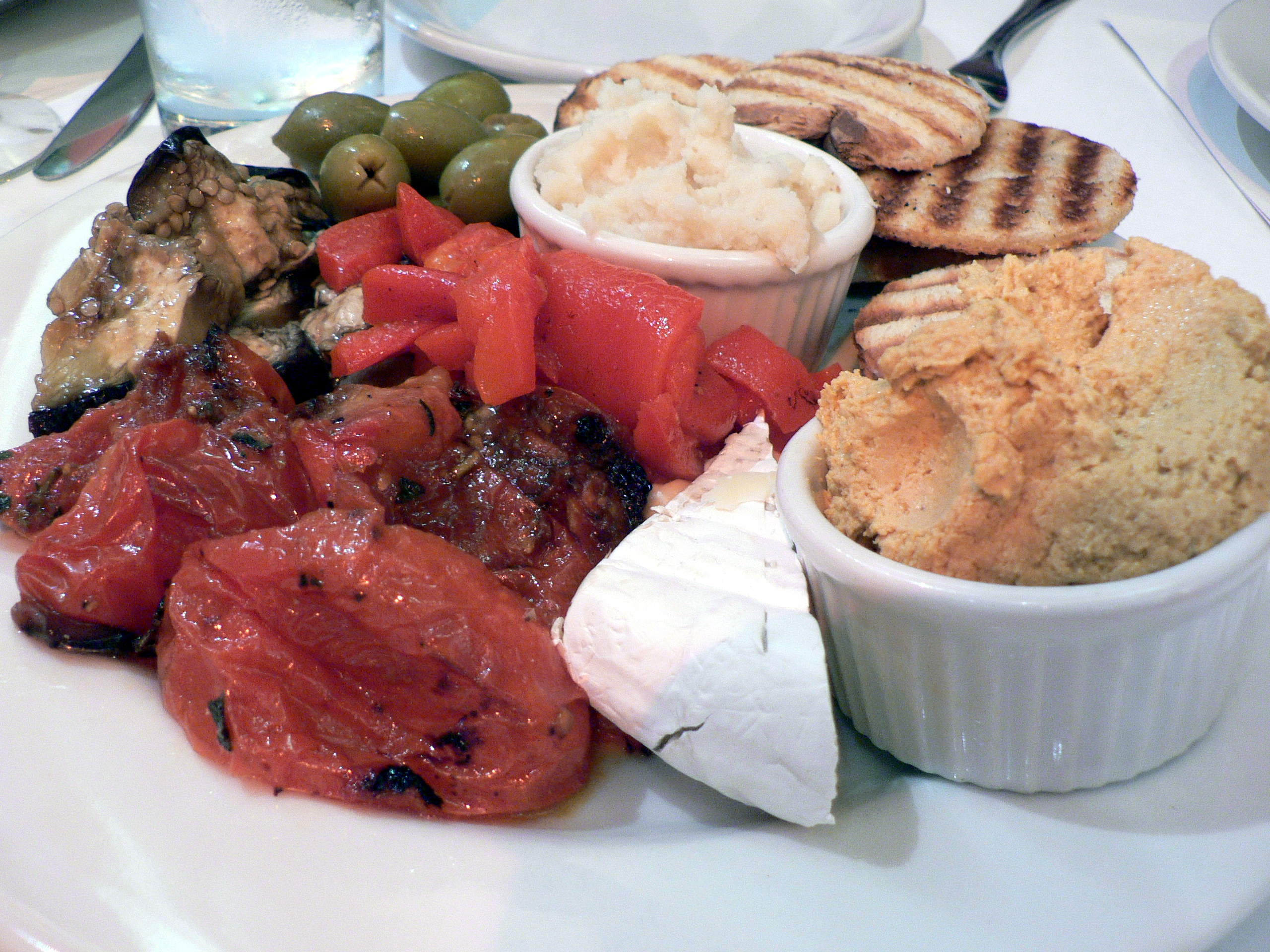
طبق طعام متوسطي

مطبخ البحر الأبيض المتوسط أو المطبخ المتوسطي، يشمل الأطعمة التي تستعمل في المناطق حول حوض البحر الأبيض المتوسط وهي: جنوب أوروبا (إسبانيا، فرنسا، إيطاليا، مالطا، سلوفينيا، كرواتيا، الجبل الأسود، ألبانيا، اليونان، قبرص)، ودول شمال أفريقيا (المغرب، الجزائر، تونس، ليبيا، مصر) و بلاد الشرق الأدنى (تركيا، سوريا، لبنان، إسرائيل وفلسطين). يعتبر المطبخ المتوسطي هو الأفضل في العالم والأكثر تنوعًا حيث تحتل فرنسا المركز الأول عالميا، تليها تونس في المركز الثاني عالميا و إيطاليا في المركز الثالث، فيما احتلت اسبانيا المرتبة السادسة عالميا. رغم أن الترتيب العالمي يتغير كل سنة، إلا أنا المطبخ المتوسطي يكون دائما في الصدارة، ممثلاً فرنسا و تونس وإيطاليا وإسبانيا و اليونان وهي دول تعتبر وجهات تذوق الطعام.
بسبب طبيعة اتصال حضارات البحر المتوسط بين بعضها، تأثرت عملية تحضير الطعام فيما بينها بشكل كبير فأصبح لهم طرق متشابهة في الطبخ. ويمتاز هذا المطبخ بتنوعاته الكبيرة، ومرونته في التحضير وسعة أنواع مكوناته التي تأتي من مناطق مختلفة.

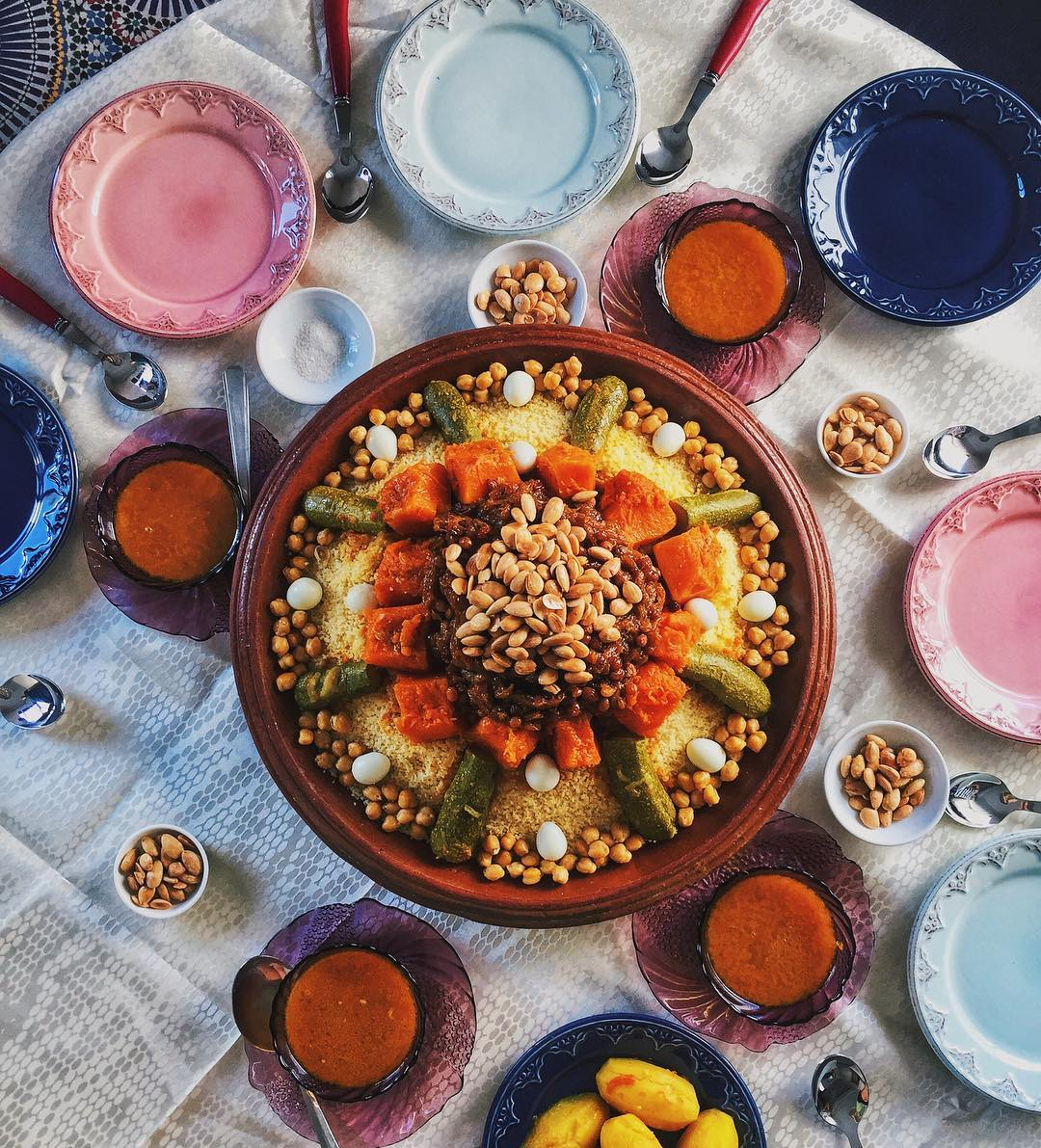
كسكس جزائري منزلي

## مكونات المطبخ المتوسطي
- اللحوم: طبيعة أرضه سمحت بنمو الخراف والماعز كمصدر أساسي للحوم والذي يفضلونه في معظم مأكلهم.
- الأسماك: هي مفضلة في الطبخ المتوسطي إلا أنه يستورد من الخارج بدلا من اصطياده لانخفاض كمياته في الفترة الأخيرة.
- زيت الزيتون: المستخرج من الزيتون المنتشر بكثرة حول الحوض المتوسط ويستعمل في كل أنواع الطعام النيء كاللبنة والمطبوخ كالمقالي. ويعتير زيت الزيتون من المكونات الصحية التي يخفف من الكوليسترول وله فوائد كبيرة.
- الثوم: يستعمل بكثرة في الطعام المتوسطي وبخاصة التتبيل.
- الليمون يستعمل لإضافة حموضة إلى الطعام. وأدخل الخل في بعض المناطق كمحمض للسلطات.
- الخضار: تستعمل في جميع أنواع الأطباق المتوسطة المطبوخة مثل اليخاني والحساء، والنيئة مثل السلطات والسندويتشات.
- البهارات: ومن البهارات الشائعة في الطبخ المتوسطي: الملح والبهار الحلو والحار والقرفة والسماق والزعتر.

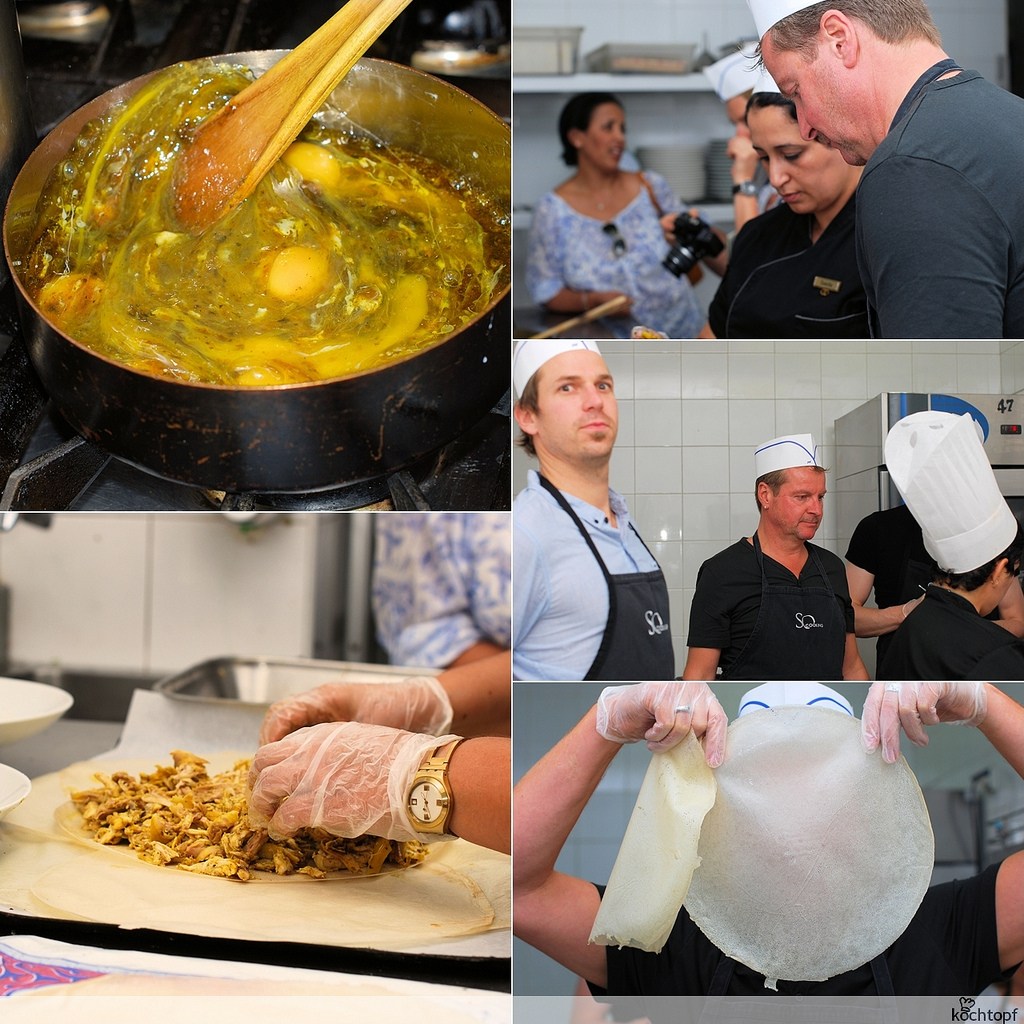
تحضير البسطيلة المغربية

## أطباق متوسطية شائعة
ومن الأطعمة المتوسطية الشهيرة نجد في فرنسا طبق البويابيس و هو حساء السمك الخاص بمنطقة مرسيليا، الباييا في اسبانيا، الطنجية المراكشية، البسطيلة والطاجين و أنواعه في المغرب و الكسكس، السباغيتي ولازانيا في إيطاليا. و أيضا اللحوم المشوية المشكلة مع الخضار، رقاقات الخبز، الحمص بطحينة، والفلافل و أطباق الرز مع اليخنة، وحساء العدس والبندورة والخضار الساخنة والباردة.

## مطابخ البحر الأبيض المتوسط
- مطبخ فرنسي
- مطبخ كاتالوني
- مطبخ إيطالي
- مطبخ مالطي
- مطبخ قبرصي
- مطبخ يوناني
- مطبخ إسباني
- مطبخ أمازيغي
- مطبخ مغربي
- المطبخ المصري
- مطبخ فلسطيني
- مطبخ ليبي
- مطبخ لبناني
- مطبخ جزائري
- مطبخ تونسي
- مطبخ سوري
- مطبخ تركي
- مطبخ سلوفيني
- مطبخ كرواتي
- مطبخ ألباني
- مطبخ الجبل الأسود

## انضر أيضا
- قائمة الأطباق المغربية